# 大峯不動滝
大峯不動滝（おおみねふどうたき）は、福島県郡山市熱海町安子島字真弓山にある滝。単に「不動滝」とも呼ばれることも多い。名前の由来は、近くにある大峯不動尊より。
磐梯熱海温泉の温泉街から近いため、磐梯熱海温泉観光協会では近くの大峯不動尊とともに散策コースの一部として紹介している。

## 歴史
南北朝時代、不治の病で苦しんでいた万里小路藤房の娘萩姫はある日、夢枕に立った不動明王から、都から東北方面へ500本目の川（現在の五百川）岸にある温泉に浸かれば、病は治るとお告げを受けた。これに従って磐梯熱海温泉に辿り着いた萩姫は、湯治で全快し、これに感謝した侍女の雪枝は、尼僧となってこの地にとどまり、ここに不動明王の分霊を祀って一生を送ったと伝えられる。これが現在の大峯不動尊（雪枝不動尊）で、近くにあるこの滝もそれにちなんで「不動滝」と呼ばれるようになった。

## 周辺

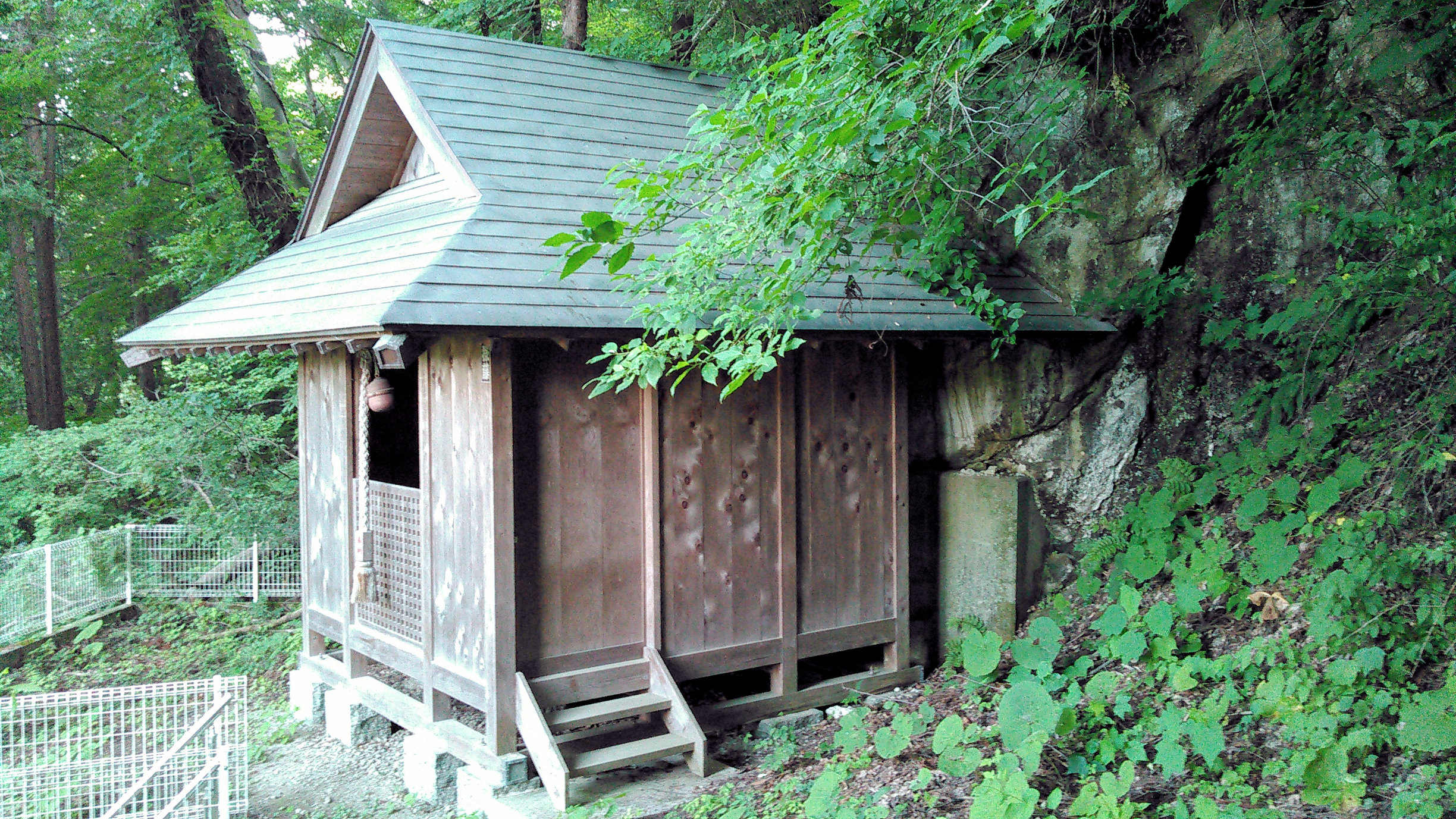
大峯不動尊

- 磐梯熱海温泉
- 丸守発電所
- 大峯不動尊

## 交通アクセス
- 鉄道 - JR磐越西線 磐梯熱海駅から車で5分、徒歩11分
- 車 - 磐越自動車道磐梯熱海ICから車で8分